# Acinia mallochi
Acinia mallochi es una especie de insecto del género Acinia de la familia Tephritidae del orden Diptera.

## Historia
Aczel la describió científicamente por primera vez en el año 1958.